# Henry Kolm
Henry Kolm   (9 de setembre de 1924 - Concord, 29 de juliol de 2010) era un físic americà associat amb la Massachusetts Institute of Technology (MIT) durant molts anys, amb àmplia experiència en imants d'alta potència i camps magnètics forts.

## Científic sènior a la MIT
Henry Kolm era un soci durant molt de temps de Francis Bitter National Magnet Laboratory. Com a tal, el seu objectiu era la creació i aplicació de camps magnètics elevats. També ha treballat en la levitació magnètica per a aplicacions de transport i en diversos conceptes de llançament espacial electromagnètics, inclòs la Mass Driver 1 de la MIT (1976–77), continuant en la dècada de 1980.
Amb els anys, va treballar amb Francis Bitter, Gerard K. O'Neill, i Eric Drexler, entre d'altres.

## Comentari pel que fa als mètodes d'interrogació
En una columna d'opinió, Frank Rich cita a Kolm on diu, "Tenim més informació d'un general alemany amb una partida d'escacs o tennis de taula que en l'actualitat, amb la seva tortura", en relatar la seva experiència interrogant coronel Rudolf Hess, conseller militar personal de Hitler (no confondre amb Rudolf Hess, lloctinent de Hitler) sobre un tauler d'escacs.